# Marion Black
Marion Black is een Amerikaans blueszanger en songwriter uit Ohio. Hij had succes aan het begin van de jaren zeventig.

## Biografie
Black werd geboren in Columbus, Ohio. Zijn muzikale loopbaan begon toen hij de musicus en labeleigenaar Bill Moss uit zijn geboorteplaats benaderde met zijn zelfgeschreven bluesnummer Who knows.
Moss zag hitpretenties in het nummer en vond het diepe onderscheidende stemgeluid van Black goed bij het nummer passen. Black bracht het in 1971 uit op een single, met daarop niettemin een ander nummer, Go on fool, op de A-kant. Het nummer kwam op 39 terecht van de R&B-hitlijst van Billboard. Van dit nummer verscheen in 1988 nog een cover van Piet Veerman op een single, Go on home, met een gewijzigde tekst van Bruce Smith. Het zou niettemin toch de B-kant Who knows worden waar Black om wordt herinnerd. Het werd erna namelijk nog miljoenen malen gedraaid tijdens films, televisieshows en commercials.
Black toerde ook om zijn single te promoten, vooral in het zuiden en aan de oostkust. In zijn eigen regio had hij maar weinig succes. Zijn baan als hoofdkelner hield hij ernaast aan.
Ontevreden over de inkomsten van zijn single, besloot hij niet meer op te gaan nemen bij Moss. Succes bleef daarom verder uit totdat Clem Price hem benaderde. Price runde het label Prix en was toe aan een nieuw succes. Vanwege zijn contract werd een overeenkomst getekend met Moss. Bij Prix bracht hij vervolgens nog enkele singles uit. Na enkele platen wisselde hij naar de Rome Studio van Jack Casey. Verdere hits bleven echter uit.

## Discografie
- 1971: Go on fool / Who knows
- 1971: I'm gonna get loaded / You're not alone
- 1972: Listen black brother / Listen black brother - Pt.2
- 1973: (More love) Is all we need / instrumentale versie
- ?: Who knows / Go on fool
- 1973: Off the critical list Part 1 / Part 2
- ? : He kept it for his self / You don't want me

- International Standard Name Identifier: 0000 0004 6254 6615
- Library of Congress Control Number: no2011113967
- MusicBrainz: a859eb8c-1da8-4ab3-8829-d0e666154f28
- Virtual International Authority File: 8149196467574791419